# Catasticta hebra
Catasticta hebra is een vlindersoort uit de familie van de witjes (Pieridae), onderfamilie Pierinae.
De wetenschappelijke naam van de soort werd in 1852 gepubliceerd door Lucas.